# Rachid Kouda
Rachid Kouda (Cantù, 25 luglio 2002) è un calciatore italiano, centrocampista dello Spezia in prestito dal Parma.

## Carriera

### Club
Ha iniziato a giocare a calcio con il Mariano per poi passare all'Atalanta, al Renate, al Luciano Manara ed alla Folgore Caratese. Con quest'ultimo club ha debuttato in prima squadra il 1º dicembre 2019 nell'incontro di Serie D vinto 2-0 contro la Virtus Bolzano. Nel gennaio del 2021 è stato ceduto in prestito al Cagliari, club di Serie A, che lo ha aggregato per il resto della stagione alla sua formazione Primavera.
Rientrato a Carate Brianza, ha giocato un'ottima stagione dal punto di vista personale segnando 6 reti in 27 incontri e nell'estate del 2022 è stato acquistato dal AZ Picerno, militante in Serie C. Il 17 luglio 2023 ha firmato un contratto triennale con lo Spezia ed il 20 agosto successivo ha debuttato in Serie B nella partita pareggiata 3-3 contro il Südtirol. Il 30 agosto 2024 è stato acquistato dal Parma, che lo ha lasciato in prestito al club ligure per tutta la stagione 2024-2025, terminata con un terzo posto in classifica ed una sconfitta nella finale play-off contro la Cremonese.
L'11 agosto 2025 il suo prestito in Liguria viene esteso per un ulteriore anno.

### Nazionale
Ha giocato con la nazionale italiana Under-21.

## Statistiche

### Presenze e reti nei club
Statistiche aggiornate al 1º giugno 2025.
| Stagione                | Squadra                 | Campionato              | Campionato | Campionato | Coppe nazionali | Coppe nazionali | Coppe nazionali | Coppe continentali | Coppe continentali | Coppe continentali | Altre coppe | Altre coppe | Altre coppe | Totale | Totale |
| Stagione                | Squadra                 | Comp                    | Pres       | Reti       | Comp            | Pres            | Reti            | Comp               | Pres               | Reti               | Comp        | Pres        | Reti        | Pres   | Reti   |
| ----------------------- | ----------------------- | ----------------------- | ---------- | ---------- | --------------- | --------------- | --------------- | ------------------ | ------------------ | ------------------ | ----------- | ----------- | ----------- | ------ | ------ |
| 2019-2020               | Folgore Caratese        | D                       | 3          | 0          | CI-D            | 0               | 0               | -                  | -                  | -                  | -           | -           | -           | 3      | 0      |
| 2020-gen. 2021          | Folgore Caratese        | D                       | 15         | 2          | -               | -               | -               | -                  | -                  | -                  | -           | -           | -           | 15     | 2      |
| 2021-2022               | Folgore Caratese        | D                       | 25+1       | 6+0        | CI-D            | 1               | 0               | -                  | -                  | -                  | -           | -           | -           | 27     | 6      |
| Totale Folgore Caratese | Totale Folgore Caratese | Totale Folgore Caratese | 43+1       | 8          |                 | 1               | 0               |                    | -                  | -                  |             | -           | -           | 45     | 8      |
| 2022-2023               | AZ Picerno              | C                       | 31+1       | 2+0        | CI-C            | 1               | 0               | -                  | -                  | -                  | -           | -           | -           | 33     | 2      |
| 2023-2024               | Spezia                  | B                       | 26         | 2          | CI              | 2               | 0               | -                  | -                  | -                  | -           | -           | -           | 28     | 2      |
| 2024-2025               | Spezia                  | B                       | 17+4       | 3+0        | CI              | 0               | 0               | -                  | -                  | -                  | -           | -           | -           | 21     | 3      |
| 2025-2026               | Spezia                  | B                       | 0          | 0          | CI              | 0               | 0               | -                  | -                  | -                  | -           | -           | -           | 0      | 0      |
| Totale Spezia           | Totale Spezia           | Totale Spezia           | 43+4       | 5          |                 | 2               | 0               |                    | -                  | -                  |             | -           | -           | 49     | 5      |
| Totale carriera         | Totale carriera         | Totale carriera         | 117+6      | 15         |                 | 4               | 0               |                    | -                  | -                  |             | -           | -           | 127    | 15     |